# Nothria britannica
Nothria britannica är en ringmaskart som först beskrevs av McIntosh 1903.  Nothria britannica ingår i släktet Nothria och familjen Onuphidae. Arten har ej påträffats i Sverige. Inga underarter finns listade i Catalogue of Life.